# Sean Reck
Sean Mark Reck (Oxford, 5 maggio 1967) è un ex calciatore inglese, di ruolo centrocampista.

## Carriera
Dopo aver giocato nelle giovanili dell'Oxford Utd, club della sua città natale, ha esordito tra i professionisti con la maglia degli U's nella stagione 1984-1985 quando, all'età di 17 anni, con 6 presenze ha contribuito alla vittoria della Second Division 1984-1985, e conseguentemente anche alla prima promozione in prima divisione nella storia del club; nella stagione 1985-1986 ha giocato in prestito prima ai gallesi del Newport County (con cui ha segnato una rete in 15 presenze nella terza divisione inglese) e poi al Reading, con cui ha giocato un'ulteriore partita in terza divisione vincendo anche il campionato. Nella stagione 1986-1987 è nuovamente in rosa con l'Oxford United, con cui il 4 ottobre 1986 esordisce nella prima divisione inglese subentrando dalla panchina all'inizio del secondo tempo persa per 6-1 sul campo dello Sheffield Weds; nel prosieguo della stagione gioca poi ulteriori 5 partite in prima divisione (3 delle quali da titolare), quasi tutte nella parte centrale del torneo (l'ultima presenza stagionale arriva infatti alla ventiseiesima delle quarantadue giornate in programma). Rimane in rosa anche durante l'intera stagione 1987-1988, che il club conclude con una retrocessione in seconda divisione, giocandovi ulteriori 2 partite (una da titolare ed una subentrando all'inizio del secondo tempo). Non trovando ulteriore spazio in campo, nel corso della stagione 1988-1989 viene ceduto ai gallesi del Wrexham, militanti nella quarta divisione inglese, con i quali gioca in questa categoria fino al termine della stagione 1990-1991, per un totale di 45 presenze e 2 reti in incontri di campionato con la maglia dei Red Dragons; grazie alla finale di Coppa del Galles giocata nella stagione 1989-1990 prende inoltre parte alla Coppa delle Coppe 1990-1991, in cui disputa anche una partita (ovvero la sconfitta per 3-0 sul campo del Manchester Utd il 23 ottobre 1990, nel secondo turno della manifestazione). Passa poi ai semiprofessionisti del Cheltenham Town, con i quali chiude la carriera.

## Palmarès

### Club

#### Competizioni nazionali
- Campionato inglese di seconda divisione: 1

Oxford United: 1984-1985
- Third Division: 1

Reading: 1985-1986